# Šumani
Šumani este un sat din comuna Pljevlja, Muntenegru. Conform datelor de la recensământul din 2003, localitatea are 219 locuitori (la recensământul din 1991 erau 189 de locuitori).

## Demografie
În satul Šumani locuiesc 169 de persoane adulte, iar vârsta medie a populației este de 38,9 de ani (39,0 la bărbați și 38,9 la femei). În localitate sunt 61 de gospodării, iar numărul mediu de membri în gospodărie este de 3,59.
Această localitate este locuită în principal de sârbi (conform recensământului din 2003).
|  |

| Demografie | Demografie | Demografie |
| An         | Locuitori  | Locuitori  |
| ---------- | ---------- | ---------- |
|            |            |            |
|            |            |            |
|            |            |            |
|            |            |            |
| 1948       | 184        |            |
| 1953       | 208        |            |
| 1961       | 230        |            |
| 1971       | 197        |            |
| 1981       | 192        |            |
| 1991       | 189        | 186        |
| 2003       | 231        | 219        |

| \| Componența etnică conform recensământului din 2003[2] \| Componența etnică conform recensământului din 2003[2] \| Componența etnică conform recensământului din 2003[2] \| Componența etnică conform recensământului din 2003[2] \| Componența etnică conform recensământului din 2003[2] \| \| ----------------------------------------------------- \| ----------------------------------------------------- \| ----------------------------------------------------- \| ----------------------------------------------------- \| ----------------------------------------------------- \| \| \| \| \| \| \| \| Sârbi \| Sârbi \| \| 178 \| 81,27% \| \| Muntenegreni \| Muntenegreni \| \| 37 \| 16,89% \| \| necunoscută \| necunoscută \| \| 0 \| 0% \| |              |  |     |        |
| Componența etnică conform recensământului din 2003 |              |  |     |        |
| |              |  |     |        |
| Sârbi | Sârbi        |  | 178 | 81,27% |
| Muntenegreni | Muntenegreni |  | 37  | 16,89% |
| necunoscută | necunoscută  |  | 0   | 0%     |